# Eufriesea lucida
Eufriesea lucida är en biart som först beskrevs av Kimsey 1977.  Eufriesea lucida ingår i släktet Eufriesea, tribus orkidébin, och familjen långtungebin. Inga underarter finns listade.